# Bambiland
Bambiland ist ein Theaterstück der österreichischen Schriftstellerin Elfriede Jelinek.

## Inhalt
In Bambiland beschreibt Elfriede Jelinek den Irakkrieg und dessen Darstellung in den Medien. In dem monologartigen, parallel zum Irakkrieg entstandenen Stück wird der Krieg aus der Perspektive eines Embedded Writers geschildert, der Erzähler ist also ein selbst am Krieg teilnehmender. Hier greift Jelinek eine Technik auf, die vom griechischen Tragödiendichter Aischylos in seinem Stück Die Perser schon angewandt wurde. In diesem Sinne zitiert Jelineks Hauptdarsteller den griechischen Dichter immer wieder, meistens versteckt in Halb- und Nebensätzen.

## Aufführungen
Die Uraufführung erfolgte am 12. Dezember 2003 am Burgtheater Wien. Regie führte Christoph Schlingensief. Am 9. und 10. Februar 2017 wurde Bambiland am James Arnott Theatre in Glasgow aufgeführt.

## Zitate
„Meinen Dank an Aischylos und die ‚Perser‘, übersetzt von Oskar Werner. Von mir aus können Sie auch noch eine Prise Nietzsche nehmen. Der Rest ist aber auch nicht von mir. Er ist von schlechten Eltern. Er ist von den Medien“

„Die Staatenkriege werden nicht weniger. Um so mehr brauchen wir Staatsfeinde, Störenfriede. Bis zum nächsten Krieg, Elfriede Jelinek!“

## Sekundärliteratur
- Andreas Blödorn: Medialisierung des Krieges: Mit Susan Sontag in Elfriede Jelineks „Bambiland“. In: GegenwartsLiteratur. Ein germanistisches Jahrbuch/A German Studies Yearbook 5/2006, S. 142–164.